# Lou Gramm
Lou Gramm (właściwie Louis Andrew Grammatico, ur. 2 maja 1950 w Rochester w USA), amerykański muzyk, najbardziej znany jako wokalista hardrockowo-rockandrollowej grupy Foreigner.
Z zespołem Foreigner był związany od początku jego powstania w 1976 roku. To do niego należą tak wielkie hity zespołu, jak m.in.: I Want to Know What Love Is (1984), Cold as Ice (1977), Waiting for a Girl Like You (1981), Urgent (1981), Hot Blooded (1980) czy Say You Will (1987).

## Publikacje
- Juke Box Hero: My Five Decades in Rock 'n' Roll, 2013, Triumph Books, ISBN 978-1-60078-759-1

## Filmografia
- "Great American Rock Anthems: Turn It Up to 11" (jako on sam, 2011, film dokumentalny, reżyseria: Dione Newton)[2]

## Dyskografia
| Foreigner - Foreigner (1977) - Double Vision (1978) - Head Games (1979) - 4 (1981) - Records (1982) - Agent Provocateur (1984) - Inside Information (1987) - The Very Best of (1992) - The Very Best of... and Beyond (1992) - Classic Hits Live/Best of Live (1993) - JukeBox Hero: Best of (1994) - Mr. Moonlight (1994) - The Platinum Collection (1999) - Rough Diamonds #1 (1999) - Hot Blooded and Other Hits (2000) - Anthology: Jukebox Heroes (2000) - Complete Greatest Hits (2002) - The Definitive (2002) |  | Albumy solowe - Ready or Not (1987) - Long Hard Look (1989) Poor Heart - Foreigner In A Strange Land (1988) - The Best of the Early Years (1993) Black Sheep - S/T (1974) - Encouraging Words (1975) |